# Hermanos Niño
Los Hermanos Niño fueron una familia de marinos y descubridores españoles de finales del siglo XV, nacidos en la población onubense de Moguer. Participaron activamente en los preparativos y desarrollo del viaje descubridor. Pedro Alonso fue piloto de la nao Santa María a la órdenes de Cristóbal Colón, Francisco participó como marinero en este viaje, y Juan como maestre de la carabela La Niña de la que era propietario. Los Niño conformaron un linaje de expertos marinos y armadores que cruzaron repetidamente el Atlántico en las exploraciones y descubrimientos del nuevo continente.

## Los Niño y el descubrimiento de América

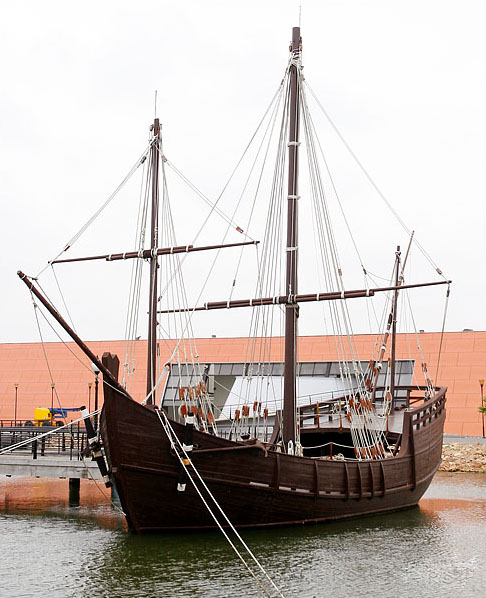
Reproducción de la Carabela La Niña, propiedad de los Hermanos Niño, en el Muelle de las Carabelas.

El linaje de los Hermanos Niño tiene su origen en Alfón Pérez Niño, el cual tuvo cinco hijos Francisco Niño, Pedro Alonso, Juan, Cristóbal y una hermana, cuyo nombre se desconoce. Fletaban barcos para ir a las pesquerías en el Estrecho y el norte de África y, especialmente, para ir a la Mina de Oro, ruta que recorrían en su actividad comercial, pesquera y en ocasiones de corso contra embarcaciones extranjeras. Los marinos de los puertos del estuario del Tinto, entre ellos los Niño, eran avezados, curtidos en travesías por el Atlántico y el Mediterráneo. Llegaron a constituir un linaje de marinos, respetados en toda la comarca, que contaban entre sus miembros con armadores y buenos navegantes que trasmitían el oficio de padres a hijos.
Los hermanos Niño, Pedro Alonso, Francisco y Juan, tuvieron un papel destacado en el primer viaje de Colón.
La amistad que mantenían con los hermanos Pinzón, en especial con el mayor de ellos, Martín Alonso, influyó en la participación de estos en el proyecto colombino. Si la participación de los hermanos Pinzón, en la empresa colombina, fue determinante para superar los recelos que sobre la misma había en la marinería de Palos y la comarca; su participación fue clave para superar el clima de desconfianza que el proyecto de Cristóbal Colón generaba entre la marinería moguereña.
Los hermanos Niño, una vez superadas las primeras reticencias al proyecto de Colón, se convirtieron en defensores del viaje, y pusieron todo su empeño en llevar a cabo la empresa Colombina. Convencieron a la marinería moguereña, y resto de marinos que habitualmente navegaban con ellos, para que se alistaran en el viaje descubridor. También aportaron la carabela La Niña -según los testimonios recogidos en unas probanzas de servicios de la familia Niño del año 1552- supuestamente a su costa, siendo los responsables de los preparativos de su carabela, que se realizaron en julio de 1492, en el Puerto de Moguer, siempre según los testimonios de esta probanza de servicios. Leonor Vélez, entre otros testigos, afirmó: «... Juan Niño había ido al viaje con un navío suyo a su costa...».
En el primer viaje colombino, cuya partida del puerto de Palos se produjo el 3 de agosto de 1492, Pedro Alonso fue piloto de la Santa María, Francisco Niño participó como marinero en La Niña y Juan Niño como maestre también en La Niña. También les acompañó su cuñado Rui García, y es probable que también el menor de los Niño, Cristóbal. El 12 de octubre de 1492 se culmina el viaje con el descubrimiento del Nuevo Mundo. Tras el encallamiento de la carabela Santa María el 25 de diciembre de 1492, La Niña se convirtió en la nave capitana. Al mando de esta regresó Cristóbal Colón, y con él Pedro Alonso Niño y el resto de sus hermanos.
En el tornaviaje, el 14 de febrero de 1493, a la altura de las Islas Azores se cruzaron con una fuerte tempestad que estuvo a punto de hacer naufragar las embarcaciones. Con el pasar de las horas, la violencia de la tempestad provocó la pérdida de contacto entre las carabelas, y la tripulación de La Niña empiezan a temerse lo peor. En tan difícil trance, Cristóbal Colón, decidió echar en suerte, la promesa de peregrinar en romería al Monasterio de Santa Clara, como acción de gracias por superar tan difícil situación, promesa que le tocó en suerte realizar al propio Cristóbal Colón. A causa del temporal se separaron las carabelas, y La Niña se vio obligada a atracar en Las Azores. Tras un encontronazo con las autoridades locales, portuguesas, emprendieron viaje y arribaron a Lisboa en medio de un temporal. Allí fueron retenidos e interrogados.
Desde Lisboa, emprendieron rumbo al puerto de partida y así el 15 de marzo de 1493 finalizaron la travesía llegando al puerto de Palos, donde coincidieron con la carabela Pinta. Posteriormente, se encaminaron con Cristóbal Colón hacia Moguer y, según es creencia popular, la comitiva se dirigió a la iglesia del Monasterio de Santa Clara donde cumplieron uno de los votos realizados en alta mar. Pasados unos días Juan Niño junto a Cristóbal Colón partieron hacia Barcelona, donde éste dio cuenta a los Reyes Católicos del viaje realizado.
En el desarrollo del primer viaje se fue forjando una fuerte relación con Colón, fruto de la cual se convirtieron en estrechos colaboradores de los nuevos proyectos del Almirante.
Participaron en los preparativos y desarrollo del segundo viaje colombino entre 1493 y 1496. Juan Niño acompañó a Cristóbal Colón, como maestre, y Francisco Niño como piloto en la carabela La Niña, Pedro Alonso como piloto mayor en la nave capitana, y Cristóbal como maestre de la carabela Caldera, junto a otros familiares Niño.
En el tercer viaje colombino, entre 1499 y 1501, viajaron Juan Niño y Francisco Niño, junto a otros familiares Niño, siguiendo la ruta colombina del segundo viaje donde se descubrió Paria, la tierra de gracia.
Posteriormente, lideraron muchos de los llamados Viajes menores o viajes Andaluces, formando parte de las tripulaciones que exploraron y colonizaron las costas del Nuevo Mundo.

## Familia Niño
De la familia Niño, con origen en el Señorío de Moguer, son de los hermanos Niño, de los que más información perdura, ya que de ellos se ha conservado más documentación de referencia, y han sido objeto de estudio.  
Sobre los antecedentes de la familia Niño de Moguer afirma el Padre Ortega, en su obra La Rábida. Historia documental crítica:

".... Muy poco se sabe de sus antecedentes. Con ser tan conocido y de abolengo el apellido Niño en la heráldica y genealogía españolas, ignoramos el origen de estos, cuando y cómo llegaron a Moguer…"

Queda recogida una relación de parentesco con los Niño de Valladolid y Toledo en el libro Libro segundo de las genealogías del Nuevo Reyno de Granada (publicado en 1676) del historiador Juan Flórez de Ocariz, así como otros autores posteriores.

### Hermanos Niño
Alfón Perez Niño tuvo cinco hijos, los cuatro hermanos Niño varones más conocidos, y una hija, aunque no ha quedado recogido en ningún documento su nombre, tan solo se conoce que se casó con Rui García, marinero de Santoña que acompañó a sus cuñados en el viaje descubridor a bordo de la Santa María.
- Juan Niño era el mayor de los hermanos. Maestre y dueño de la carabela La Niña en el primer viaje colombino. Al regreso acompañó a Colón hasta Barcelona tras permanecer varios días en su casa de Moguer. Formó parte de la tripulación del segundo y tercer viaje colombino. Con su hermano Pedro Alonso viajó a Paria. Entre sus hijos cabe destacar a Andrés Niño, el cual capituló en 1518 con el Emperador para ir al descubrimiento de la Mar del Sur. Desde 1514 ostentó el cargo de piloto real. Murió en las Indias. [25][26]

- Pedro Alonso Niño  nació en Moguer,[27] sobre el año 1468. Marinero desde su juventud, se formó navegando por las costas de África. En 1492, en el primer viaje colombino en el que se descubrieron las nuevas tierras, fue el piloto de la nave capitana, la Santa María. Dos años más tarde, en 1494 participó en el segundo viaje colombino, volviendo rápidamente a la península, pues estaba en Cádiz el 7 de marzo de 1494. Recibió el título de Piloto Mayor (Real) de las Indias y durante los años 1495 y 1496 efectuó varios viajes a las nuevas tierras capitaneando algunos barcos. Aunque estaba alistado para hacer el tercer viaje colombino, al final no pudo realizarlo. En 1499 se asoció con Cristóbal Guerra, con quien navegó a Paria, donde consiguieron un aporte de perlas considerable, logrando reconocer una gran parte de aquellas costas. Murió en 1502 cuando regresaba a la península en la nao Santa María de la Antigua.[28][29][30][31]

- Francisco Niño era el tercero de los hermanos. Fue como marinero en el primer viaje, como piloto de la carabela La Niña en el segundo viaje y como piloto de la carabela Santa Cruz de la expedición de Pedro Fernández Coronel. Falleció siendo alcalde mayor en el Puerto de Caballos.[32]

- Cristóbal Niño era el más pequeño de los hermanos. Su participación en el viaje descubridor es dudosa, aunque algunos autores, como Alice B. Gould, apuntan esta posibilidad. Fue maestre de la carabela Caldera en el segundo viaje colombino.[33]

### Resto de los miembros de la familia Niño

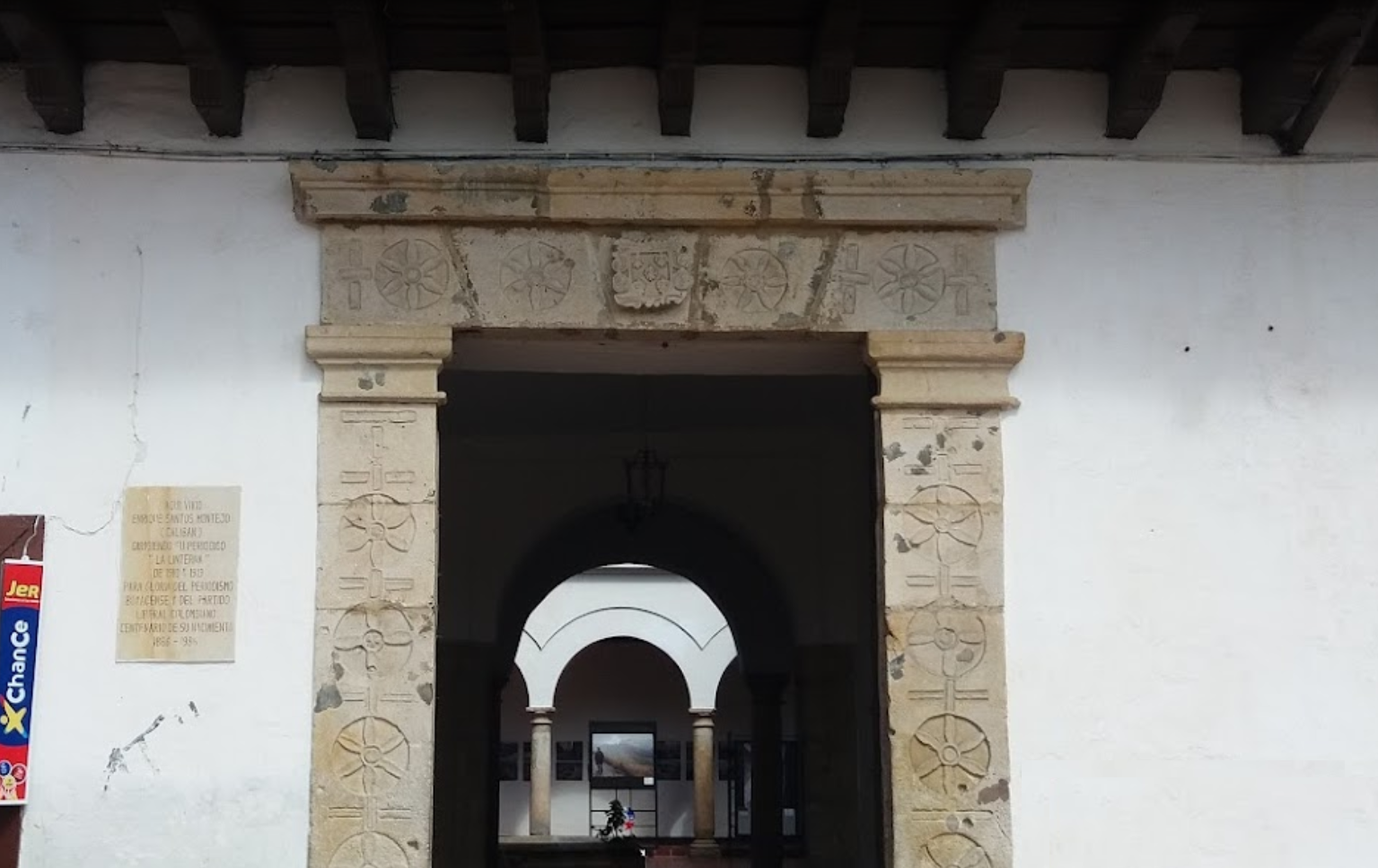
Casa familiar de Juan Agustín Niño y Álvarez (Tunja), con escudo armas de familia Niño.

De los descendientes de la Hermanos Niño, entre otros, destacan por haber perdurado más referencias, los siguientes personajes:
- Alonso Niño González, hijo de Juan Niño y Marina González. Fue con el resto de sus familiares en el segundo viaje colombino. Sirvió a la Corona en las Indias durante más de treinta años, muriendo finalmente asesinado por los indios Caribes. [35]
- Bartolomé Pérez Niño, figura como sobrino de Juan Niño. Fue piloto de la carabela San Juan en el segundo viaje colombino y participó con Pedro Alonso Niño en la expedición de Cristóbal Guerra a Paria.[36]
- Francisco Niño de Boria, hijo de Pedro Alonso Niño y su segunda mujer Leonor de Boria. Fue el tripulante más joven que navegó a las Indias con Colón, solamente contaba 14 años cuando se enroló de grumete en el segundo viaje colombino. En 1516 volvió a atravesar el Atlántico como oficial en la carabela Sancti Spiritus.[37] [38][39]
- Pedro (Alonso) Niño González,[39][40] hijo de Francisco Niño de Boria y nieto Pedro Alonso Niño.[41]  Partió a la conquista de Indias, en 1539,[42] por Bonda, Cubagua, Santa Marta, Vélez, Tunja y Santa Fe. Conquistó y pobló la Provincia de Santa Marta, en la actual Colombia, donde se casó y procreó hijos legítimos y naturales, fruto estos últimos de la unión extramarital con una indígena.[39] En la ciudad de Tunja, el apellido Niño arraigó y ha permanecido inalterable durante siglos,[43] destacando con personajes, de esta línea sucesoria, como Pedro y Elvira Niño Zambrano, Francisco Niño Bueno, Francisco Antonio Niño y Santiago, Juan Agustín Niño y Álvarez, que fue alcalde ordinario de Tunja, y su hijo Juan Nepomuceno Niño, que fue primer gobernador de la República de Tunja, y vicepresidente de la Junta Superior Gubernativa de la Provincia de Tunja; Rafael Niño Camacho, que fue Secretario de Guerra y Marina, y Presidente del Estado Soberano de Boyacá y Gobernador de Cundinamarca;  Enrique Cortés Niño, fue Secretario de estado, ministro de Relaciones Exteriores y ministro plenipotenciario en Londres y Washington, etc.[44][30][45]
- Andrés Niño, hijo de Juan Niño,[46] aunque hay autores que afirman que era su sobrino,[36] Fue nombrado Piloto Real de la Mar del Sur el 12 de julio de 1514. Tomó parte en diversas expediciones por las costas de Centroamérica, realizando importantes descubrimientos. Murió en el actual Honduras en 1525.[47][48][49][50]